# Wiltrud Probst
Wiltrud Probst (Núremberg, 29 de mayo de 1969) es una extenista alemana.

## Carrera
Probst ganó dos títulos individuales en el WTA Tour . En 1990 ganó el torneo de Wellington, Nueva Zelanda, al vencer a Leila Mes'chi en la final. En 1992 ganó el Abierto de Bélgica en Waregem contra su compatriota Meike Babel en la final. Jugó su torneo de Grand Slam más exitoso en 1990 cuando llegó a los octavos de final en el Abierto de Francia, donde fue derrotada por la número 10 en el ranking mundial, la española Conchita Martínez . 
En 1990, Probst jugó para Alemania en la Copa Federación y en 1998 en su sucesora, la Copa Fed . Fue utilizada tres veces en dobles, todos sus juegos se perdieron. 

## Victorias en torneos

### Individual
| No      | Fecha                 | Torneo         | Categoría  | Superficie  | Oponente final | Resultado        |
| ------- | --------------------- | -------------- | ---------- | ----------- | -------------- | ---------------- |
| Primero | 11 de febrero de 1990 | WTA Wellington | WTA Tier V | Cancha dura | Leila Mes’chi  | 1: 6, 6: 4, 6: 0 |
| segundo | 10 de mayo de 1992    | Belgien        | WTA Tier V | Arena       | Deutschland    | 6: 2, 6: 3       |

## Enlaces web
- Perfil oficial de la WTA para Wiltrud Probst (en inglés)
- Perfil oficial de la ITF para 20000401 (en inglés)
- Perfil oficial de la Copa Billie Jean King para Wiltrud Probst (archivado)
- Wiltrud Probst im Munzinger-Archiv (Artikelanfang frei abrufbar)

- Datos: Q70595